# Melipona peruviana
Melipona peruviana är en biart som beskrevs av Heinrich Friese 1900. Melipona peruviana ingår i släktet Melipona och familjen långtungebin. Inga underarter finns listade i Catalogue of Life.